# 大東製機
大東製機株式会社（だいとうせいき）は、かつて存在した日本の工作機械メーカーである。

## 概要
当初は大東紡織から子会社として独立し、自動織機などを製造していた。一時期オートバイの製造を行っていたこともある（下記）。やがて工作機械の製造が事業の中心となり、2004年にTHKの傘下となってからは織機事業から撤退し、2009年7月1日に株式会社ベルデックスとの事業統合で『THKインテックス株式会社』となった。

## オートバイ製造
1953年よりオートバイの製造に着手し、BMWのデッドコピー製品であるDSK A-25 などを製造した。当時の日本のオートバイ産業は萌芽期の乱立状態にあり、多くのメーカーが海外製品の模倣から出発したが、同社の模倣は徹底したもので、ねじ一本までBMWと同じ寸法だった。これに気づいたBMWは、ドイツ本社の技術者を大東製機に派遣し、製造工程の視察を行った。しかしBMWは調査後、意外なことに大東製機に日本国内だけの販売を条件に製造を許可したという。
DSKは社名の略称であり、同社のオートバイはデンスケの愛称で親しまれ、他社の同クラスの製品と比較しても高価であったに関わらず、売れ行きは好調だった。しかし1957年に工場を全焼したためオートバイの生産を停止し事業から撤退する。その後、販売ディーラーにより部品調達の協力を得て、DSK自動車工業を再興したが、長く続かなかった。

### 製造モデル
- DSK A-25（R-25のコピー）
  - 全長：2,090mm
  - 全幅：720mm
  - 全高：940mm
  - ホイルベース：1,370
  - 車重：130kg
  - エンジン：250ccOHV単気筒68 X 68
  - 出力：13PH/5,200rpm
  - トルク：1.75kg-m/4,000rpm
- DSK A-50（R-51のコピー）
  - 全長：2,140mm
  - 全幅：790mm
  - 全高：965mm
  - ホイルベース：1,410
  - 車重：190kg
  - エンジン：496cc水平対向OHV2気筒68 X 68
  - 出力：25PH/5,800rpm
  - トルク：3.7kg-m/4,500rpm
  - ベベルギヤドライブシャフト
- DSK AB-25（R-26 のコピー）

メーカー発表では、最高速度140Km/h。月産70 - 80台を誇っていた。

### 大東製機以外のBMWコピーのモデル
- 岩田工業 BIM
- ダイハツ ツバサ G120
- 陸王 陸王F